# Laing (Indonesië)
Laing is een bestuurslaag in het regentschap Solok van de provincie West-Sumatra, Indonesië. Laing telt 1084 inwoners (volkstelling 2010).